# J. William Schuchert
J. William Schuchert también llamado William "Windy Bill" Schuchert (1857 - 1941 Chester, Randolph County, Illinois, USA) fue el propietario de un teatro local en Chester y jefe durante los años de servicio de E. C. Cegar en dicho teatro cuando era adolescente, inspirando más tarde a Segar para la creación del personaje de Wimpy, también llamado "Roque Pilón" el amigo de Popeye el marino, para las tiras del Thimble Theatre.
A diferencia del personaje de Wimpy, que era mezquino, Schuchert  se caracterizaba por ser un individuo generoso y la mayor similitud que tenía con el personaje al cual sirvió como base inspiracional, además de sus características estéticas, fue el hecho de que Schuchert al igual que Wimpy, tenía un particular deleite por las hamburguesas. Se dice que durante los intervalos entre las presentaciones teatrales, Schuchert solía enviar a sus empleados a una taberna local llamada Wiebusch’s para que le compraran hamburguesas. En esa misma taberna solía trabajar y organizar peleas Frank "Rocky" Fiegel.
Schurcher contrajo matrimonio con Lizzie B. Beare Schuchert y de esa unión tuvieron una hija llamada Pettie Ida Schuchert Van Gorder.
El personaje de Wimpy comenzó a editarse en 1931, cuando  Schuchert tenía 74 años de edad y en su comienzo era una versión más delgada de la que se conoció luego.
Durante su vida, William Schuchert fue vecino en Chester, además de Fiegel, de Dora Paskel quienes a su vez serían los modelos inspiracionales de los personajes de Popeye y Oliva Oyl respectivamente.
Schucher falleció en 1941 en Chester a la edad de  84 años.

## Reconocimientos
Una placa conmemorativa colocada en el pedestal donde se halla la estatua erigida en honor al personaje de Popeye en Chester, menciona a William Schuchert en relación con su homónima versión caricaturizada de Wimpy para las tiras de Thimble Theatre. En 2006 se levantó una estatua en honor a Wimpy en un pequeño parque de Chester frente al lugar donde originalmente se hallaba la taberna en la cual Schuchert solía ir a comer sus clásicas hamburguesas,Wiebusch’s .